# Seznam zápasů brazilské fotbalové reprezentace na MS
Brazilská fotbalová reprezentace byla celkem 22x na mistrovstvích světa ve fotbale a to v roce 1930, 1934, 1958, 1962, 1966, 1974, 1978, 1982, 1986, 1990, 1994, 1998, 2002, 2006, 2010, 2014, 2018, 2022.
- Aktualizace po MS 2022 - Počet utkání - 114 - Vítězství - 79x - Remízy - 14x - Prohry - 21x

| Číslo | Soupeř            | Výsledek                | MS      | Fáze turnaje           | Góly Brazílie                                                                      |
| ----- | ----------------- | ----------------------- | ------- | ---------------------- | ---------------------------------------------------------------------------------- |
| 1.    | Francie           | 0 – 1                   | MS 1930 | základní skupina 2     | Preguinho                                                                          |
| 2.    | Bolívie           | 4 – 0                   | MS 1930 | základní skupina 2     | Moderato Wissnteiner (2), Preguinho (2),                                           |
| 3.    | Španělsko         | 1 – 3                   | MS 1934 | první kolo             | Leônidas da Silva                                                                  |
| 4.    | Polsko            | 6 – 5 (PP)              | MS 1938 | první kolo             | Leônidas da Silva (3), Romeu Pellicciari, José Perácio (2)                         |
| 5.    | Československo    | 1 – 1 (PP)              | MS 1938 | čtvrtfinále            | Leônidas da Silva                                                                  |
| 6.    | Československo    | 2 – 1                   | MS 1938 | opakovaný zápas        | Leônidas da Silva, Roberto Emílio da Cunha                                         |
| 7.    | Itálie            | 1 – 2                   | MS 1938 | semifinále             | Romeu Pellicciari                                                                  |
| 8.    | Švédsko           | 4 – 2                   | MS 1938 | o 3. místo             | Romeu Pellicciari, Leônidas da Silva (2), José Perácio                             |
| 9.    | Mexiko            | 4 – 0                   | MS 1950 | základní skupina 1     | Ademir Marques de Menezes (2), Jair da Rosa Pinto, Baltazar                        |
| 10.   | Švýcarsko         | 2 – 2                   | MS 1950 | základní skupina 1     | Alfredo Ramos dos Santos, Baltazar                                                 |
| 11.   | Jugoslávie        | 2 – 0                   | MS 1950 | základní skupina 1     | Ademir Marques de Menezes, Zizinho                                                 |
| 12.   | Švédsko           | 7 – 1                   | MS 1950 | finálová skupina       | Ademir Marques de Menezes (4), Francisco Aramburu (2), Manuel Marinho Alves        |
| 13.   | Španělsko         | 6 – 1                   | MS 1950 | finálová skupina       | Ademir Marques de Menezes (2), Jair da Rosa Pinto, Francisco Aramburu (2), Zizinho |
| 14.   | Uruguay           | 1 – 2                   | MS 1950 | finálová skupina       | Friaça                                                                             |
| 15.   | Mexiko            | 5 – 0                   | MS 1954 | základní skupina A     | Baltazar, Valdir Pereira, José Lázaro Robles (2), Julinho                          |
| 16.   | Jugoslávie        | 1 – 1 (PP)              | MS 1954 | základní skupina A     | Valdir Pereira                                                                     |
| 17.   | Maďarsko          | 2 – 4                   | MS 1954 | čtvrtfinále            | Djalma Santos (penalta), Julinho                                                   |
| 18.   | Rakousko          | 3 – 0                   | MS 1958 | základní skupina D     | José Altafini (2), Nílton Santos                                                   |
| 19.   | Anglie            | 0 – 0                   | MS 1958 | základní skupina D     | Ne                                                                                 |
| 20.   | Sovětský svaz     | 2 – 0                   | MS 1958 | základní skupina D     | Vavá (2)                                                                           |
| 21.   | Wales             | 1 – 0                   | MS 1958 | čtvrtfinále            | Pelé                                                                               |
| 22.   | Francie           | 5 – 2                   | MS 1958 | semifinále             | Vavá, Valdir Pereira, Pelé (3)                                                     |
| 23.   | Švédsko           | 5 – 2                   | MS 1958 | finále                 | Vavá (2), Pelé (2), Mário Zagallo                                                  |
| 24.   | Mexiko            | 2 – 0                   | MS 1962 | základní skupina C     | Mário Zagallo, Pelé                                                                |
| 25.   | Československo    | 0 – 0                   | MS 1962 | základní skupina C     | Ne                                                                                 |
| 26.   | Španělsko         | 2 – 1                   | MS 1962 | základní skupina C     | Amarildo (2)                                                                       |
| 27.   | Anglie            | 3 – 1                   | MS 1962 | čtvrtfinále            | Garrincha (2), Vavá                                                                |
| 28.   | Chile             | 4 – 2                   | MS 1962 | semifinále             | Garrincha (2), Vavá (2)                                                            |
| 29.   | Československo    | 3 – 1                   | MS 1962 | finále                 | Amarildo, Zito, Vavá                                                               |
| 30.   | Bulharsko         | 2 – 0                   | MS 1966 | základní skupina C     | Pelé, Garrincha                                                                    |
| 31.   | Maďarsko          | 1 – 3                   | MS 1966 | základní skupina C     | Tostão                                                                             |
| 32.   | Portugalsko       | 1 – 3                   | MS 1966 | základní skupina C     | Rildo da Costa Menezes                                                             |
| 33.   | Československo    | 4 – 1                   | MS 1970 | základní skupina C     | Roberto Rivelino, Pelé, Jairzinho                                                  |
| 34.   | Anglie            | 1 – 0                   | MS 1970 | základní skupina C     | Jairzinho                                                                          |
| 35.   | Rumunsko          | 3 – 2                   | MS 1970 | základní skupina C     | Pelé (2), Jairzinho                                                                |
| 36.   | Peru              | 4 – 2                   | MS 1970 | čtvrtfinále            | Roberto Rivelino, Tostão (2), Jairzinho                                            |
| 37.   | Uruguay           | 3 – 1                   | MS 1970 | semifinále             | Clodoaldo, Jairzinho, Roberto Rivelino                                             |
| 38.   | Itálie            | 4 – 1                   | MS 1970 | finále                 | Pelé, Gérson, Jairzinho, Carlos Alberto Torres                                     |
| 39.   | Jugoslávie        | 0 – 0                   | MS 1974 | základní skupina 2     | Ne                                                                                 |
| 40.   | Skotsko           | 0 – 0                   | MS 1974 | základní skupina 2     | Ne                                                                                 |
| 41.   | DR Kongo          | 3 – 0                   | MS 1974 | základní skupina 2     | Jairzinho, Roberto Rivelino, Valdomiro                                             |
| 42.   | NDR               | 1 – 0                   | MS 1974 | Semi. fáze skupina A   | Roberto Rivelino                                                                   |
| 43.   | Argentina         | 2 – 1                   | MS 1974 | Semi. fáze skupina A   | Roberto Rivelino, Jairzinho                                                        |
| 44.   | Nizozemsko        | 0 – 2                   | MS 1974 | Semi. fáze skupina A   | Ne                                                                                 |
| 45.   | Polsko            | 0 – 1                   | MS 1974 | o 3. místo             | Ne                                                                                 |
| 46.   | Švédsko           | 1 – 1                   | MS 1978 | základní skupina 3     | José Reinaldo de Lima                                                              |
| 47.   | Španělsko         | 0 – 0                   | MS 1978 | základní skupina 3     | Ne                                                                                 |
| 48.   | Rakousko          | 1 – 0                   | MS 1978 | základní skupina 3     | Roberto Dinamite                                                                   |
| 49.   | Řecko             | 3 – 0                   | MS 1978 | Semi. fáze skupina B   | Dirceu (2), Zico (penalta)                                                         |
| 50.   | Argentina         | 0 – 0                   | MS 1978 | Semi. fáze skupina B   | Ne                                                                                 |
| 51.   | Polsko            | 3 – 1                   | MS 1978 | Semi. fáze skupina B   | Nelinho, Roberto Dinamite (2)                                                      |
| 52.   | Itálie            | 2 – 1                   | MS 1978 | o 3. místo             | Nelinho, Dirceu                                                                    |
| 53.   | Sovětský svaz     | 2 – 1                   | MS 1982 | základní skupina 6     | Sócrates, Éder Aleixo de Assis                                                     |
| 54.   | Skotsko           | 4 – 1                   | MS 1982 | základní skupina 6     | Zico, José Oscar Bernardi, Éder Aleixo de Assis, Paulo Roberto Falcão              |
| 55.   | Nový Zéland       | 4 – 0                   | MS 1982 | základní skupina 6     | Zico (2), Paulo Roberto Falcão, Serginho Chulapa                                   |
| 56.   | Argentina         | 3 – 1                   | MS 1982 | 2 skup. fáze - skup. C | Zico, Serginho Chulapa, Leovegildo Lins da Gama Júnior                             |
| 57.   | Itálie            | 2 – 3                   | MS 1982 | 2 skup. fáze - skup. C | Sócrates, Paulo Roberto Falcão                                                     |
| 58.   | Španělsko         | 1 – 0                   | MS 1986 | základní skupina D     | Sócrates                                                                           |
| 59.   | Alžírsko          | 1 – 0                   | MS 1986 | základní skupina D     | Careca                                                                             |
| 60.   | Severní Irsko     | 3 – 0                   | MS 1986 | základní skupina D     | Careca (2), Josimar                                                                |
| 61.   | Polsko            | 4 – 0                   | MS 1986 | osmifinále             | Sócrates (penalta), Josimar, Edino Nazareth Filho, Careca (penalta)                |
| 62.   | Švédsko           | 1 – 1 (PP) (pen.3-4)    | MS 1986 | čtvrtfinále            | Careca penalty: Alemão, Zico, Branco                                               |
| 63.   | Švédsko           | 2 – 1                   | MS 1990 | základní skupina C     | Careca                                                                             |
| 64.   | Kostarika         | 1 – 0                   | MS 1990 | základní skupina C     | Luiz Antônio da Costa                                                              |
| 65.   | Skotsko           | 1 – 0                   | MS 1990 | základní skupina C     | Luiz Antônio da Costa                                                              |
| 66.   | Argentina         | 0 – 1                   | MS 1990 | osmifinále             | Ne                                                                                 |
| 67.   | Rusko             | 2 – 0                   | MS 1994 | základní skupina B     | Romário, Raí (penalta)                                                             |
| 68.   | Kamerun           | 3 – 0                   | MS 1994 | základní skupina B     | Romário, Márcio Santos, Bebeto                                                     |
| 69.   | Švédsko           | 1 – 1                   | MS 1994 | základní skupina B     | Romário                                                                            |
| 70.   | USA               | 1 – 0                   | MS 1994 | osmifinále             | Bebeto                                                                             |
| 71.   | Nizozemsko        | 3 – 2                   | MS 1994 | čtvrtfinále            | Romário, Bebeto, Branco                                                            |
| 72.   | Švédsko           | 1 – 0                   | MS 1994 | semifinále             | Romário                                                                            |
| 73.   | Itálie            | 0 – 0 (PP) (pen. 3-2)   | MS 1994 | finále                 | penalty: Romário, Branco, Dunga                                                    |
| 74.   | Skotsko           | 2 – 1                   | MS 1998 | základní skupina A     | César Sampaio, Tom Boyd                                                            |
| 75.   | Maroko            | 3 – 1                   | MS 1998 | základní skupina A     | Ronaldo, Rivaldo, Bebeto                                                           |
| 76.   | Norsko            | 1 – 2                   | MS 1998 | základní skupina A     | Bebeto                                                                             |
| 77.   | Chile             | 4 – 1                   | MS 1998 | osmifinále             | César Sampaio (2), Ronaldo (1 + 1 penalta)                                         |
| 78.   | Dánsko            | 3 – 2                   | MS 1998 | čtvrtfinále            | Bebeto, Rivaldo (2)                                                                |
| 79.   | Nizozemsko        | 1 – 1 (PP) (pen. 4 - 2) | MS 1998 | semifinále             | Ronaldo penalty: Ronaldo, Rivaldo, Emerson, Dunga                                  |
| 80.   | Francie           | 0 – 3                   | MS 1998 | finále                 | Ne                                                                                 |
| 81.   | Turecko           | 2 – 1                   | MS 2002 | základní skupina C     | Ronaldo, Rivaldo (penalta)                                                         |
| 82.   | Čína              | 4 – 0                   | MS 2002 | základní skupina C     | Roberto Carlos, Rivaldo, Ronaldinho (penalta), Ronaldo                             |
| 83.   | Kostarika         | 5 – 2                   | MS 2002 | základní skupina C     | Ronaldo (2), Edmílson Gomes, Rivaldo, Júnior                                       |
| 84.   | Belgie            | 2 – 0                   | MS 2002 | osmifinále             | Rivaldo, Ronaldo                                                                   |
| 85.   | Anglie            | 2 – 1                   | MS 2002 | čtvrtfinále            | Rivaldo, Ronaldinho                                                                |
| 86.   | Turecko           | 1 – 0                   | MS 2002 | semifinále             | Ronaldo                                                                            |
| 87.   | Německo           | 2 – 0                   | MS 2002 | finále                 | Ronaldo (2)                                                                        |
| 88.   | Chorvatsko        | 1 – 0                   | MS 2006 | základní skupina F     | Kaká                                                                               |
| 89.   | Austrálie         | 2 – 0                   | MS 2006 | základní skupina F     | Adriano, Fred                                                                      |
| 90.   | Japonsko          | 4 – 1                   | MS 2006 | základní skupina F     | Ronaldo (2), Juninho, Gilberto                                                     |
| 91.   | Ghana             | 3 – 0                   | MS 2006 | osmifinále             | Ronaldo, Adriano, Zé Roberto                                                       |
| 92.   | Francie           | 0 – 1                   | MS 2006 | čtvrtfinále            | Ne                                                                                 |
| 93.   | Severní Korea     | 2 – 1                   | MS 2010 | základní skupina G     | Maicon, Elano                                                                      |
| 94.   | Pobřeží slonoviny | 3 – 1                   | MS 2010 | základní skupina G     | Luís Fabiano (2), Elano                                                            |
| 95.   | Portugalsko       | 0 – 0                   | MS 2010 | základní skupina G     | Ne                                                                                 |
| 96.   | Chile             | 3 – 0                   | MS 2010 | osmifinále             | Juan, Luís Fabiano, Robinho                                                        |
| 97.   | Nizozemsko        | 1 – 2                   | MS 2010 | čtvrtfinále            | Robinho                                                                            |
| 98.   | Chorvatsko        | 3 – 1                   | MS 2014 | základní skupina A     | Neymar (1 + 1 penalta), Oscar                                                      |
| 99.   | Mexiko            | 0 – 0                   | MS 2014 | základní skupina A     | Ne                                                                                 |
| 100.  | Kamerun           | 4 – 1                   | MS 2014 | základní skupina A     | Neymar (2), Fred, Fernandinho                                                      |
| 101.  | Chile             | 1 – 1 (PP) (pen. 3 - 2) | MS 2014 | osmifinále             | David Luiz penalty: David Luiz, Marcelo Vieira, Neymar                             |
| 102.  | Kolumbie          | 2 – 1                   | MS 2014 | čtvrtfinále            | Thiago Silva, David Luiz                                                           |
| 103.  | Německo           | 1 – 7 ,                 | MS 2014 | semifinále             | Oscar                                                                              |
| 104.  | Nizozemsko        | 0 – 3                   | MS 2014 | o 3. místo             | Ne                                                                                 |
| 105.  | Švýcarsko         | 1 – 1                   | MS 2018 | základní skupina E     | Philippe Coutinho                                                                  |
| 106.  | Kostarika         | 2 – 0                   | MS 2018 | základní skupina E     | Philippe Coutinho, Neymar                                                          |
| 107.  | Srbsko            | 2 – 0                   | MS 2018 | základní skupina E     | Paulinho, Thiago Silva                                                             |
| 108.  | Mexiko            | 2 – 0                   | MS 2018 | osmifinále             | Neymar, Roberto Firmino                                                            |
| 109.  | Belgie            | 1 – 2                   | MS 2018 | čtvrtfinále            | Renato Augusto                                                                     |
| 110.  | Srbsko            | 2 – 0                   | MS 2022 | základní skupina G     | Richarlison (2)                                                                    |
| 111.  | Švýcarsko         | 1 – 0                   | MS 2022 | základní skupina G     | Casemiro                                                                           |
| 112.  | Kamerun           | 0 – 1                   | MS 2022 | základní skupina G     | Ne                                                                                 |
| 113.  | Jižní Korea       | 4 – 1                   | MS 2022 | osmifinále             | Vinícius Júnior, Neymar (penalta) Richarlison, Lucas Paquetá                       |
| 114.  | Chorvatsko        | 1 – 1 (PP) (pen. 2 - 4) | MS 2022 | čtvrtfinále            | Neymar penalty Rodrygo Casemiro Pedro Marquinhos                                   |